# Arno Gahrmann
Arno Gahrmann (* 1945) ist ein deutscher Wirtschaftswissenschaftler. 
Gahrmann war Professor an der Hochschule Bremen.

## Schriften (Auswahl)
- (mit Henning Osmers): Zukunft kann man nicht kaufen. Ein folgenschwerer Denkfehler in der globalen Ökonomie, Horlemann, Bad Honnef 2004, ISBN 978-3895021787.
- Regionalwährungen aus kommunaler Hand, in: Ökologisches Wirtschaften, Heft 4, 2006
- Wir arbeiten und nicht das Geld. Wie wir unsere Wirtschaft wieder lebenswert machen, Westend Verlag, Frankfurt am Main 2013, ISBN 978-3864890383.